# Canal UOL
Canal UOL é um canal de televisão por assinatura brasileiro, lançado em 6 de novembro de 2024. O canal é operado pelo UOL, um dos maiores portais de conteúdo e serviços da internet no Brasil. Sua programação é voltada ao entretenimento, notícias e cultura digital, com ênfase em temas relacionados ao universo da internet, tecnologia, sociedade e comportamento.